# Округ Петролијум (Монтана)
Петролијум (енгл. Petroleum County) је округ у америчкој савезној држави Монтана.

## Демографија
По попису из 2010. године број становника је 494, што је 1 (0,2%) становника више него 2000. године.
| Група             | 2000.       | 2010.       |
| Белци             | 484 (98,2%) | 486 (98,4%) |
| Афроамериканци    | 0 (0,0%)    | 0 (0,0%)    |
| Азијати           | 0 (0,0%)    | 0 (0,0%)    |
| Хиспаноамериканци | 6 (1,2%)    | 5 (1,0%)    |
| Укупно            | 493         | 494         |